# Janez Trček (novinar)
Janez Trček, slovenski novinar in urednik, * 17. april 1891, Idrija, † 28. junij 1942, North Bergen, New Jersey.

## Življenje in delo
Po nedokončani gimnaziji je Trček do odhoda v ZDA menjal nekaj zaposlitev. Leta 1912 je prišel v New York in se takoj zaposlil pri F. Sakserju, sprva kot bančni uradnik, nato v uredništvu lista Glas naroda, ko je decembra 1916 Louis Adamič Glas naroda zapustil, je Trček postal glavni urednik in to ostal do smrti.
Trček je v Ameriki kot urednik pisal stalne zabavne prispevke, ki so bili objavljeni pod psevdonimom Peter Zgaga, v katerih je neusmiljeno bičal napake in slabosti svojih rojakov. Bil je več let tudi sodelavec in sourednik Slovensko-ameriškega koledarja. Moč in privlačnost Trčkovega pisanja sta v humorju in satiri, v izražanju pa je bil ponekod jedek in dvoumen; v duhovitostih in domislicah je enakovreden tovrstnim ameriškim sodobnikom. Pisal je tudi humoristično-satirične pesmi, ki pa se ne morejo meriti z njegovo prozo. 